# Klienten (film)
Klienten (engelska: The Client) är en amerikansk drama-thriller från 1994 som är baserad på John Grishams bok med samma namn. Den regisserades av Joel Schumacher och i huvudrollerna spelar Brad Renfro, Susan Sarandon och Tommy Lee Jones. Filmen hade Sverigepremiär den 5 augusti 1994.

## Handling
Oscar-belönade Susan Sarandon och Tommy Lee Jones spelar tillsammans med barnskådespelaren Brad Renfro huvudrollerna i denna täta, spännande filmatisering av John Grishams roman. En ambitiös åklagare (Jones) försöker pressa elvaårige Mark Sway (Brad Renfro) på information om ett mord - men om Mark berättar kommer han att falla offer för en yrkesmördare. Mark är nu en av alla brickor i ett spel på liv och död. Den enda Mark har att lita på är sin modiga advokat (Sarandon) som sätter sin karriär - och till slut även sitt liv - på spel för Marks skull.

## Om filmen
Filmen är inspelad i Clinton, Mississippi, Memphis, Tennessee och New Orleans, Louisiana. Den hade världspremiär i USA den 20 juli 1994 och svensk premiär den 5 augusti samma år, åldersgränsen är 15 år. Den släpptes på video i Sverige i februari 1995 och har även visats på SVT1, SVT2 och Kanal 5.

## Rollista (urval)
- Brad Renfro - Mark Sway
- David Speck - Ricky Sway
- Susan Sarandon - Reggie Love
- Tommy Lee Jones - Roy Foltrigg
- Mary-Louise Parker - Dianne Sway
- Anthony LaPaglia - Barry Muldano
- Anthony Edwards - Clint Von Hooser
- Ossie Davis - Harry Roosevelt
- Bradley Whitford - Thomas Fink
- Anthony Heald - Trumann
- William H. Macy - doktor Greenway
- Dan Castellaneta - Slick Moeller

## Musik i filmen
- Heartbreak Hotel, skriven av Mae Boren Axton, Tommy Durden och Elvis Presley, framförd av Steve Tyrell
- St. Louis Blues, skriven av W.C. Handy, framförd av Preservation Hall Jazz Band of New Orleans
- Bourbon Street Parade, skriven av Paul Barbain, framförd av Jimmy Maxwell och hans orkerster
- She Said, skriven av Mark Kazanoff, framförd av Tri-Samual Soul Champs